# 長崎玉成高等学校
長崎玉成高等学校（ながさきぎょくせいこうとうがっこう, Nagasaki Gyokusei High School）は、長崎県長崎市愛宕一丁目にある男女共学の私立高等学校。学校法人玉木学園が運営している。　創立以来長く女子校であったが、2007年（平成19年）度より男女共学とし、「玉木女子高等学校」から現校名に改称した。　また2017年（平成29年）度より附属中学部を開設した。

## 概要
設置課程・学科
全日制課程
- 普通科 - 総合コース・共育コース
- 生活技術科 - 総合ビジネスコース・服飾デザインコース
- 福祉科 - 長崎市内の高校で唯一介護福祉士国家試験受験試験が得られる。
- 衛生看護科

専攻科
- 衛生看護科専攻科 - 准看護師の免許を持つ者が、高等学校卒業資格を持ち、この専攻科（2年間）を修了することにより、看護師国家試験の受験資格が得られる。

理念
「実学尊重」
校訓
「誠実・ 勤勉」、「明朗・ 細心」、「敬愛・ 謙譲」

## 沿革
- 1892年（明治25年）5月15日 - 玉木リツによって長崎市磨屋町に「長崎女子裁縫学校」が設立。
- 1899年（明治32年）7月5日 - 麹屋町に移転。
- 1906年（明治39年）3月1日 - 「私立玉木女学校」と改称。
- 1916年（大正5年）4月1日 - 伊勢町に移転。
- 1921年（大正10年）10月15日 - 愛宕町に移転。
- 1926年（大正15年）7月2日 - 「玉木職業女学校」を設立。
- 1934年（昭和9年）4月1日 - 「玉木女学校」と改称。
- 1943年（昭和18年）11月25日 - 「玉木高等実践女学校」と改称。
- 1947年（昭和22年）4月1日 - 学制改革により「玉木中学校」を設立。
- 1948年（昭和23年）4月1日 - 学制改革により「玉木女子高等学校」（被服科）を設立。
- 1951年（昭和26年）3月10日 - 学校法人を設立し、玉木女子学園と命名。
- 1952年（昭和27年）4月1日 - 玉木女子高等学校に普通科・商業科を設置。玉木幼稚園を設立。
- 1953年（昭和28年）4月1日 - 短期大学（被服学科）を設立。
- 1963年（昭和38年）4月1日 - 短期大学に食物栄養学科を設置。
- 1966年（昭和41年）4月1日 - 高等学校に衛生看護科を設置。
- 1975年（昭和50年）4月1日 - 短期大学に幼児教育学科を
- 1989年（平成元年）4月1日 - 高等学校に衛生看護専攻科を設置。
- 1992年（平成4年） - 100周年記念本館落成式を挙行。
- 1993年（平成5年）4月1日 - 高等学校に福祉科を設置し、被服科を総合服飾科と改称。学園創立100周年記念式典を挙行。
- 1995年（平成7年） - 長崎医療技術専門学校を設置。
- 2005年（平成17年） 4月1日 - 商業科と総合服飾科を統合し、生活技術科を設置。玉木中学校を廃校[1]。
- 2007年（平成19年） 4月1日 - 高等学校と短期大学を男女共学とする。それに伴い、以下の名称を変更
  - 学校法人 玉木女子学園 → 学校法人玉木学園
  - 玉木女子高等学校 → 「長崎玉成高等学校」（現校名）
  - 玉木女子短期大学 → 「長崎玉成短期大学」
  - 玉木幼稚園 → 「長崎玉成短期大学附属幼稚園」
- 2011年（平成23年）4月 - 長崎玉成短期大学の募集を停止。
- 2012年（平成24年）
  - 3月31日 - 長崎玉成短期大学が閉校。これに伴い、附属幼稚園は「長崎玉成幼稚園」に改称。
  - 4月1日 - 高等学校の校舎を風頭キャンパスへ新築移転。
- 2016年（平成28年）3月31日 - 長崎玉成幼稚園を閉園。
- 2017年（平成29年）4月1日 - 共育コース附属中学部を開設。閉園した幼稚園の園舎を校舎として利用する予定。高等学校に普通科医療系進学コースを開設
- 2018年（平成30年）4月1日 - 調理科を設置
- 2020年（令和2年）3月31日 - 生活技術科を閉課[2]
- 2022年（令和4年）7月22日 - 新校舎「玉みらい」の完成式を行う[3]

## 学校行事
- 9月 - 体育祭、文化祭
- 10月 - 福祉科宣誓式、衛生看護科戴帽式
- 11月 - ファッションショー
- 2月 - 修学旅行（高2）

## 部活動
運動部
男子バレーボール部
- 女子バスケットボール部
- 女子バレーボール部
- 男子硬式テニス部
- 女子ソフトテニス部
- 男子ソフトボール部
- 男子バドミントン部
- 女子バドミントン部
- ボクシング部
- 剣道部
- 陸上部
- ダンス同好会
- 女子ソフトボール同好会

文化部
- ハンドベル部
- コーラス部
- 園芸部
- 和洋裁部
- 茶道部
- 華道部
- 軽音楽同好会
- 美術同好会
- ブラスバンド同好会
- 写真同好会

## 玉木学園の運営していた他の学校
- 長崎玉成短期大学 （長崎市風頭町1番33号）- 2012年（平成24年）3月末をもって閉校。
- 長崎玉成短期大学附属幼稚園（長崎市愛宕1丁目37番1号）- 短期大学閉校後、「長崎玉成幼稚園」に改称。2016年（平成28年）3月末をもって閉園。

## 玉木学園の運営している他の学校
- 長崎医療技術専門学校[4]（長崎市愛宕1丁目36番59号）

## アクセス
最寄りの鉄道駅
- JR九州長崎本線長崎駅
- 長崎電気軌道本線崇福寺停留場

最寄りのバス停
- 長崎バス「風頭山」下車後、徒歩約2分。
- 長崎県営バス「風頭町」下車後、徒歩約2分。

## 周辺
- 周辺の道路は狭く、大型バスも走行するため、すれ違いには注意を要する。
- ホテル「矢太楼」
- 愛宕神社
- 風頭公園